# Steve Govier
Stephen Govier (sinh ngày 6 tháng 4 năm 1952 ở Watford) là một cựu cầu thủ bóng đá.
Govier, một trung vệ, bắt đầu sự nghiệp với Norwich City, thi đấu 30 trận (ghi 2 bàn) và là thành viên của đội hình vô địch giải hạng nhì năm 1972.
Sau khi rời Carrow Road năm 1974 ông thi đấu cho Brighton và Grimsby Town.